# Holtgast
Holtgast település Németországban, azon belül Alsó-Szászország tartományban. Lakosainak száma 1848 fő (2023. december 31.). Holtgast Ochtersum, Moorweg és Esens községekkel határos.

## Népesség
A település népességének változása:
| Lakosok száma | 1738 | 1768 | 1802 | 1801 | 1845 | 1848 |
|               | 2016 | 2017 | 2019 | 2021 | 2022 | 2023 |